# Antares 120
Antares 120 – dwustopniowa rakieta nośna rodziny Antares, firmy Orbital Sciences Corporation, służąca wynoszeniu statku transportowego Cygnus w ramach projektu COTS. Jej starty odbywają się z kosmodromu Mid-Atlantic Regional Spaceport na terenie Wallops Flight Facility w Stanach Zjednoczonych.

## Budowa
Rakieta Antares w pierwszym stopniu wykorzystuje dwa silniki AJ26-62, będące modyfikacją radzieckich silników NK-33, w których materiałem pędnym jest kerozyna i ciekły tlen. Stopień ten ma długość 27,6 m, a zbiornik na paliwo produkowany jest przez ukraińskie zakłady Jużmasz.
Drugi stopień napędzany jest silnikiem Castor 30B na paliwo stałe, o długości ok. 6 m.
Osłona aerodynamiczna rakiety ma długość 9,9 metra i średnicę 3,9 metra.

## Chronologia startów
| L. p. | Data startu | Godz. startu (UTC) | Nr seryjny rakiety | Miejsce startu (kraj)                 | Stan. startowe | Ładunek                                                                                        | Uwagi       |
| ----- | ----------- | ------------------ | ------------------ | ------------------------------------- | -------------- | ---------------------------------------------------------------------------------------------- | ----------- |
| 1     | 2014-01-09  | 18:07:08           | 3                  | Mid-Atlantic Regional Spaceport (USA) | 0A             | Cygnus CRS Orb-1, Flock-1 (od 1 do 28), ArduSat 2, LituanicaSAT 1, LitSat 1, SkyCube, UAPSat 1 | start udany |
| 2     | 2014-07-13  | 16:52:14           | 4                  | Mid-Atlantic Regional Spaceport (USA) | 0A             | Cygnus CRS Orb-2, Flock-1B (od 1 do 28), TechEdSat 4                                           |             |